# Cabeço da Lavandeira
O Cabeço da Lavandeira é uma elevação portuguesa localizada no concelho da Madalena, ilha do Pico, arquipélago dos Açores.
Este acidente geológico tem o seu ponto mais elevado a 815 metros de altitude acima do nível do mar. Próximo a esta elevação encontra-se o Cabeço Rodondo, o Cabeço do Mistério e o Cabeço do Silvado.